# Episodi di American Dad! (prima stagione)
La prima stagione di American Dad! è stata trasmessa originariamente negli USA dal 6 febbraio al 18 giugno 2005 su Fox.
In Italia la serie, non priva di censure, è stata trasmessa in anteprima assoluta su Italia 1 dal 12 dicembre 2006 al 24 gennaio 2007.
| N° USA | N° Ita | Codice di produzione | Titolo italiano            | Titolo originale       | Prima TV USA    | Prima TV Italia  |
| ------ | ------ | -------------------- | -------------------------- | ---------------------- | --------------- | ---------------- |
| 1      | 1      | 1AJN01               | Il potere logora           | Pilot                  | 6 febbraio 2005 | 12 dicembre 2006 |
| 2      | 2      | 1AJN02               | Livelli di rischio         | Threat Levels          | 30 aprile 2005  | 14 dicembre 2006 |
| 3      | 3      | 1AJN03               | Papà ci sa fare            | Stan Knows Best        | 7 maggio 2005   | 19 dicembre 2006 |
| 4      | 5      | 1AJN05               | Flashback di Francine      | Francine's Flashback   | 14 maggio 2005  | 9 gennaio 2007   |
| 5      | 4      | 1AJN04               | Il rompiglione             | Roger Codger           | 4 giugno 2005   | 21 dicembre 2006 |
| 6      | 6      | 1AJN06               | Insicurezza nazionale      | Homeland Insecurity    | 11 giugno 2005  | 11 gennaio 2007  |
| 7      | 7      | 1AJN07               | Diacono Stan, uomo di Gesù | Deacon Stan, Jesus Man | 18 giugno 2005  | 24 gennaio 2007  |

## Il potere logora
- Sceneggiatura: Ron Hughart
- Regia: Seth MacFarlane, Mike Barker e Matt Weitzman
- Messa in onda originale: 5 febbraio 2005
- Messa in onda italiana: 12 dicembre 2006

La nostra famiglia americana, la famiglia Smith, è composta da Stan, agente della CIA fissato con il suo lavoro e iperprotettivo; Francine, casalinga; Hayley, la figlia maggiore di idee progressiste; Steve, un po' sfigato il cui obiettivo è trovare una ragazza; Klaus, un pesce parlante a cui è stato impiantato il cervello di un campione olimpico tedesco e Roger, un alieno sovrappeso con un debole per i dolci. Stan non si capacita dell'insuccesso del figlio con le ragazze e decide di aiutarlo facendolo eleggere presidente del comitato studentesco; il potere però non gli permette di conquistare Lisa, la cheerleader più bella della scuola che si approfitta di lui. Steve a questo punto si barrica a scuola fino all'arrivo del padre che con un "blitz" lo convince a uscire.
- Ascolti Italia: telespettatori 2.370.000 – share 18,77%[1]

## Livelli di rischio
- Sceneggiatura: Brent Woods
- Regia: David Zuckerman
- Messa in onda originale: 30 aprile 2005
- Messa in onda italiana: 14 dicembre 2006

Gli Smith entrano in quarantena dopo essere venuti in contatto con un virus mortale, si scopre però che è un virus inerte e riescono così a scampare il pericolo. L'idea di sfruttare le ultime ore al meglio però fa riflettere tutti sulla loro vita passata: Francine decide di essere stufa di fare la casalinga e di voler diventare un'agente immobiliare; quando inizia a guadagnare più di lui Stan decide di riprendere in mano le redini del matrimonio facendo chiudere l'agenzia. Questo però non la ferma: inizia infatti, con molto successo, a lavorare in casa. Alla fine però viene licenziata, assieme a tutti gli altri agenti, a causa dell'intervento di Stan che fa salire alle stelle i tassi immobiliari.

## Papà ci sa fare
- Sceneggiatura: Pam Cooke
- Regia: Mike Barker e Matt Weitzman
- Messa in onda originale: 7 maggio 2005
- Messa in onda italiana: 19 dicembre 2006

Stan e Hayley litigano sempre a causa delle loro idee molto diverse: infatti il primo è un conservatore convinto, mentre la seconda una progressista. Le liti riguardano prima i capelli tinti della figlia e poi il suo nuovo fidanzato, Jeff; lei decide così di andare a vivere con il suo ragazzo. Il padre allora le taglia i fondi e lei è obbligata a trovare un lavoro per pagare la retta della scuola. Steve nel frattempo si accorge che le disgrazie fanno avvicinare le ragazze compassionevoli: finge così che la sorella abbia avuto un brutto incidente e chiede a Roger di aiutarlo durante la messa in scena; riesce a invitare una ragazza al ballo della scuola anche se alla fine non se ne farà niente. Stan e Hayley fanno pace e il primo capisce di dover essere più comprensivo con la figlia.

## Flashback di Francine
- Sceneggiatura: Caleb Meurer e Brent Woods
- Regia: Rick Wiener e Kenny Schwartz
- Messa in onda originale: 14 maggio 2005
- Messa in onda italiana: 9 gennaio 2007

È l'anniversario di Francine e Stan e questi se ne dimentica: per non farla arrabbiare decide di farle cancellare la memoria delle ultime ore grazie a un'avanzata tecnica conosciuta dalla CIA; il medico però sbaglia e cancella gli ultimi 20 anni: Francine pensa di essere nel lontano 1985. Tutti devono così far finta che siano quegli anni e tentano di ricreare il momento in cui lei e Stan si sono conosciuti, ma il piano non va come previsto. Lei infatti va con Jeff, il ragazzo della figlia a una festa, qui Stan la salva da un incendio e lei si ricorda di lui.

## Il rompiglione
- Sceneggiatura: Albert Calleros
- Regia: Dan Vebber
- Messa in onda originale: 4 giugno 2005
- Messa in onda italiana: 21 dicembre 2006

Stan si ritrova con un rivale sul lavoro: per riavvicinare il capo lo invita a cena, qui per colpa di Roger questi si ferisce. Allora Stan litiga con l'alieno che cade in uno stato di ibernazione e tutti lo credono morto; Stan si disfa del cadavere buttandolo nella spazzatura. Rinvenuto nella discarica Roger si traveste per tornare a casa. Durante una visita allo studio ovale assieme a degli anziani di una casa di riposo la CIA individua l'alieno in una registrazione e inizia a dargli la caccia. Stan lo trova per primo e i due fanno pace, tornando insieme a casa facendo credere alla CIA che l'alieno fosse una vecchia razzista che accompagnava Roger.
Tale vecchietta si rivede poi assieme ad altri oggetti custodita in una vasca criogenica nell'area 51 quando Roger e Stan tornano là dentro per recuperare il marsupio dell'alieno che conteneva alcune sue cose.

## Insicurezza nazionale
- Sceneggiatura: Rodney Clouden
- Regia: Neal Boushell e Sam O'Neal
- Messa in onda originale: 11 giugno 2005
- Messa in onda italiana: 11 gennaio 2007

Francine, stufa delle fissazioni di Stan e di non avere amici decide di organizzare una festa del vicinato, Stan però, paranoico come sempre, vede nei due iraniani nel quartiere, scambiandolo per dei terroristi e decide di rinchiuderli in giardino, trasformato in una prigione per l'occasione. Hayley e Francine decidono così di organizzare una festa a tema ispirata alla base di Guantanamo e hanno un grande successo; Francine, soddisfatta, fa la pace con il marito.

## Diacono Stan, Uomo di Gesù
- Sceneggiatura: John Aoshima
- Regia: Nahnatchka Khan
- Messa in onda originale: 18 giugno 2005
- Messa in onda italiana: 24 gennaio 2007

Stan vuole diventare a tutti i costi il nuovo diacono, intanto Roger entra nel suo ciclo riproduttivo.